# Pierre Bürcher
Pierre Bürcher (Fiesch, Suiza, 20 de diciembre de 1945) es un prelado católico, obispo emérito de Reikiavik (2007-2015).

## Biografía
Pierre Bürcher nació en el Cantón del Valais, en la parte de lengua germánica. Vivió en el Haut-Valais hasta la edad de siete años, y después se trasladó con sus padres al Cantón de Vaud. Cursó sus estudios en Nyon, y posteriormente en Ginebra y en Einsiedeln. Emprendió los estudios en teología en la universidad de Friburgo, que concluiría con éxito en 1971.
Fue ordenado sacerdote el 27 de marzo de 1971. Ejerció su ministerio en la diócesis de Lausana, Ginebra y Friburgo, en las ciudades de Friburgo, Lausana y Vevey sucesivamente. Al mismo tiempo, era también rector del seminario Diocesano de Lausana, Ginebra y Friburgo desde 1989 hasta que fue promovido al episcopado en 1994.

### Episcopado

#### Suiza
Fue nombrado obispo auxiliar de la diócesis de Lausana, Ginebra y Friburgo el 29 de enero de 1994. Fue consagrado obispo el 12 de marzo de 1994 año por Mons. Pierre Mamie, asumiendo el título de obispo titular de Maximiana in Byzacena. Fungió como vicario episcopal para el Cantón de Vaud hasta 2004.
El 14 de junio de 2004 Juan Pablo II lo nombró miembro de la congregación para las Iglesias orientales. En octubre de 2010 al sínodo para las iglesias orientales.

#### Islandia
El papa Benedicto XVI lo puso al frente de la Iglesia Católica en Islandia el 30 de octubre de 2007, nombrándolo obispo de Reikiavik. Toma posesión de su sede el 15 de diciembre de 2007.

### Retiro
A pesar de no haber cumplido los 75 años, el 9 de enero de 2015 Pierre Bürcher presenta su dimisión al papa, aduciendo razones de salud. Su dimisión fue aceptada el 18 de septiembre de 2016.
El 20 de mayo de 2019, el papa Francisco lo nombró administrador apostólico de la diócesis de Coira durante la vacante de la sede a causa de la dimisión de Mons. Vitus Huonder. Permaneció en este cargo hasta el 19 de marzo de 2021, fecha en la que Joseph Bonnemain tomó posesión de la diócesis de Coira.

## Distinciones
Pierre Bürcher es miembro de la Orden Ecuestre del Santo Sepulcro de Jerusalén y de la Orden de Malta.